# Ogasawara Mitsuo
Ogasawara Mitsuo (小笠原 満男  sinh ngày 5 tháng 4 năm 1979 ở Morioka) là một cựu cầu thủ bóng đá Nhật Bản, người dành trọn sự nghiệp thi đấu cho Kashima Antlers.

## Thống kê sự nghiệp
| Đội tuyển bóng đá Nhật Bản | Đội tuyển bóng đá Nhật Bản | Đội tuyển bóng đá Nhật Bản |
| Năm                        | Trận                       | Bàn                        |
| -------------------------- | -------------------------- | -------------------------- |
| 2002                       | 8                          | 0                          |
| 2003                       | 8                          | 0                          |
| 2004                       | 12                         | 2                          |
| 2005                       | 15                         | 4                          |
| 2006                       | 10                         | 1                          |
| 2007                       | 0                          | 0                          |
| 2008                       | 0                          | 0                          |
| 2009                       | 0                          | 0                          |
| 2010                       | 2                          | 0                          |
| Tổng cộng                  | 53                         | 7                          |